# 卡斯泰拉讷
卡斯泰拉讷（法語：Castellane，法語發音：[kastɛlan]），法国东南部市镇，位于普罗旺斯-阿尔卑斯-蓝色海岸大区上普罗旺斯阿尔卑斯省，同时也是该省的一个副省会，下辖卡斯泰拉讷区，其市镇面积为117.79平方公里，2022年1月1日时人口数量为1,454人，是法国人口数量最少的副省会，在法国城市中排名第7,172位。
卡斯泰拉讷位于上普罗旺斯阿尔卑斯省南部，韦尔东河畔，是一个区域性的中心城市，多个方向的公路在此交汇。

## 地名来源
卡斯泰拉讷最初以“Ducelia”的形式被记载，后于公元八世纪被记载为“Petra Castellana”，该名称的来源及含义尚有待考证。
卡斯泰拉讷所处区域历史上曾通行奥克语普罗旺斯方言，“Castellane”在奥克语维基百科及Openstreetmap中被标记为“Castelana”。
此外，因翻译标准不同，“Castellane”在《世界地名翻译大辞典》、《世界地名译名词典》等汉语资料中被译为卡斯特拉讷。

## 历史

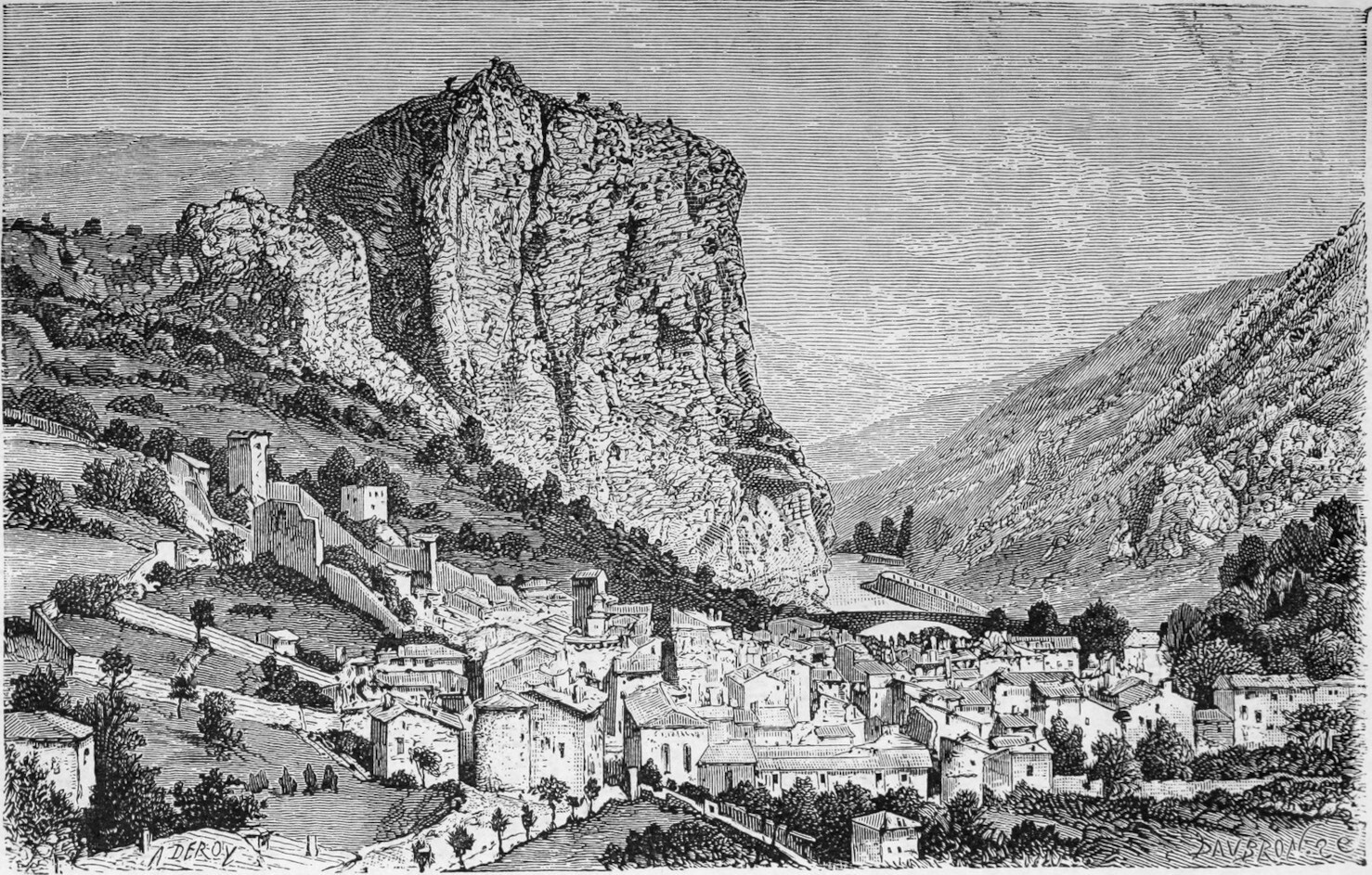
19世纪末的卡斯泰拉讷

卡斯泰拉讷的早期历史尚不清楚。根据当地官方网站的论述，卡斯泰拉讷早在旧石器时期就已出现人类活动，当地曾发现一处距今约2500年的石阵遗址。古典时期，罗马人在此修建了一处奥皮杜姆。公元五世纪时，卡斯泰拉讷曾一度被设立为一处主教座。中世纪初，卡斯泰拉讷的一个贵族以其命名。中世纪中期，卡斯泰拉讷地区遭遇撒拉逊人的入侵，当地部分居民逃难于其附近的一处山岭上，并在此修建了勒罗克圣母小教堂。公元11世纪时，圣维克多修道院的道士来到卡斯泰拉讷，并于12世纪末在此筑建了圣维克多教堂。1390年，蒂雷讷的雷蒙曾试图率兵攻占卡斯泰拉讷但未能成功。宗教战争期间，卡斯泰拉讷遭到严重破坏，当地多处建筑被损毁。1586年1月31日，胡格诺派军队入驻卡斯泰拉讷，此后该日被认作卡斯泰拉讷的“解放日”，当地每年举办纪念活动。17世纪时，卡斯泰拉讷多次遭遇黑死病及自然灾害，并由此引发大饥荒。法国大革命后，卡斯泰拉讷成为下阿尔卑斯省（1970年更名为“上普罗旺斯阿尔卑斯省”）的一个市镇，并在1793至1801年间为该省的一个地区行署，后改为副省会。1815年初，拿破仑从厄尔巴岛逃回法国本土，于3月3日途经卡斯泰拉讷，此后一路向北，这条道路此后被命名为“拿破仑之路”。位于韦尔东河上的卡斯蒂永水坝及绍达讷水坝分布于1945年和1952年建成。
在行政区划方面，1926年，卡斯泰拉讷副省会被撤销，其下属的卡斯泰拉讷区被整体并入迪涅莱班区；1942年，卡斯泰拉讷副省会及卡斯泰拉讷区得以复设。1948年，卡斯蒂永整体并入卡斯泰拉讷。维拉尔布朗迪于1964年并入卡斯泰拉讷。1973年，沙斯特伊、埃乌、塔卢瓦尔、罗比永（Robion）和托拉讷（Taulanne）五个市镇并入卡斯泰拉讷。
在地方文化研究方面，1992年，当地的地方史爱好者成立了“佩特拉卡斯泰拉纳协会”（Association Petra Castellana）。

## 地理

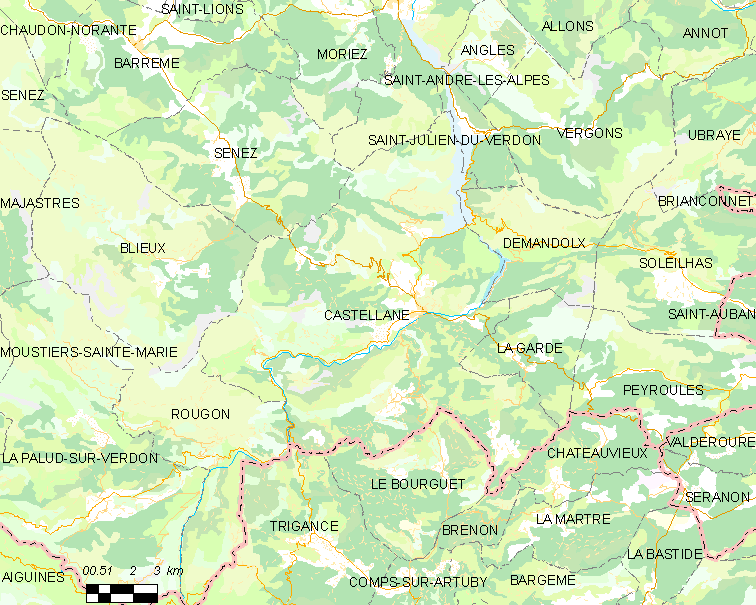
卡斯泰拉讷市镇范围地图

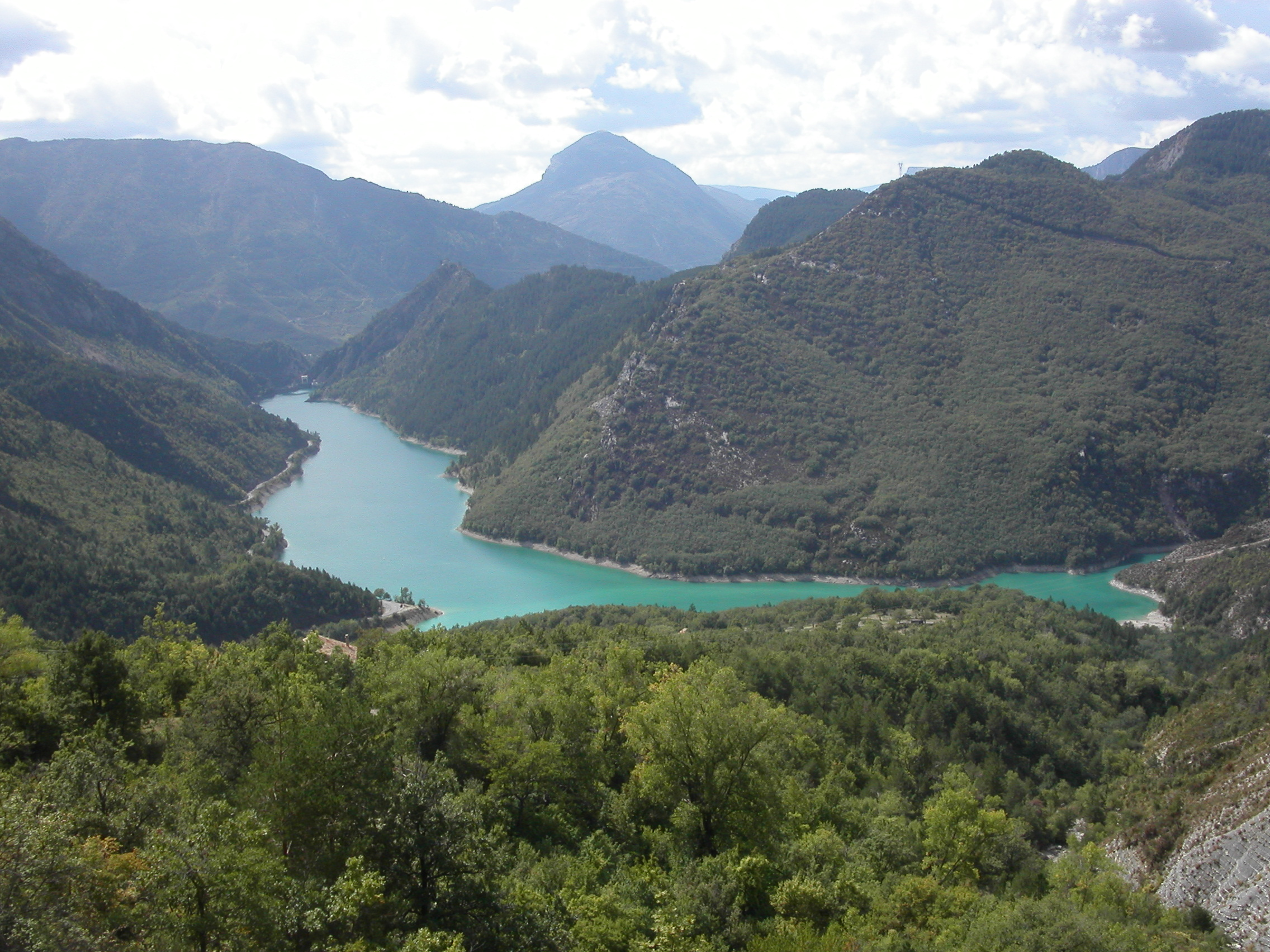
鸟瞰绍达讷湖

卡斯泰拉讷位于法国东南部，普罗旺斯-阿尔卑斯-蓝色海岸大区中南部和上普罗旺斯阿尔卑斯省南部，距离省会迪涅莱班大约53公里。与卡斯泰拉讷接壤的市镇包括：布略、布勒农、拉加尔德、勒布尔盖、沙托维约、代芒多尔、鲁贡、特里冈斯、瑟内、圣安德烈莱萨尔普和圣于连迪韦尔东。

### 地形
卡斯泰拉讷位于阿尔卑斯山西南部腹地，其附近山区被称为“卡斯泰拉讷阿尔卑斯前山”，境内以山地为主，市镇中心位于一处狭窄的河谷地带，核心区域地势较为平坦，四周则被崇山环绕，全境海拔在639到1,761米之间。

### 水文
韦尔东河自东北向西南流经卡斯泰拉讷，其两岸有多条山涧汇入。人工兴建的卡斯蒂永水坝及绍达讷水坝均位于卡斯泰拉讷，水坝上方形成了两处大型湖泊。

### 植被
卡斯泰拉讷属于温带阔叶混交林区，部分高海拔地区有针叶林分布，林地广泛分布于山地地带。卡斯泰拉讷全境为韦尔东自然保护区的组成部分。
在鲜花城市的评比中，卡斯泰拉讷被评为2星级鲜花城市。

### 气候
卡斯泰拉讷在柯本气候分类法中属于带有山地气候特征的温带气候。
卡斯泰拉讷境内设有气象站，以下为该气象站的数据（其中日照数据取自阿努堡-圣欧邦气象站）：
| 卡斯泰拉讷 1981年－2019年 | 卡斯泰拉讷 1981年－2019年 | 卡斯泰拉讷 1981年－2019年 | 卡斯泰拉讷 1981年－2019年 | 卡斯泰拉讷 1981年－2019年 | 卡斯泰拉讷 1981年－2019年 | 卡斯泰拉讷 1981年－2019年 | 卡斯泰拉讷 1981年－2019年 | 卡斯泰拉讷 1981年－2019年 | 卡斯泰拉讷 1981年－2019年 | 卡斯泰拉讷 1981年－2019年 | 卡斯泰拉讷 1981年－2019年 | 卡斯泰拉讷 1981年－2019年 | 卡斯泰拉讷 1981年－2019年 |
| 月份                      | 1月                       | 2月                       | 3月                       | 4月                       | 5月                       | 6月                       | 7月                       | 8月                       | 9月                       | 10月                      | 11月                      | 12月                      | 全年                      |
| ------------------------- | ------------------------- | ------------------------- | ------------------------- | ------------------------- | ------------------------- | ------------------------- | ------------------------- | ------------------------- | ------------------------- | ------------------------- | ------------------------- | ------------------------- | ------------------------- |
| 历史最高温 °C（°F）       | 22.8 (73.0)               | 23.7 (74.7)               | 25.8 (78.4)               | 27.6 (81.7)               | 31.8 (89.2)               | 35.6 (96.1)               | 37.3 (99.1)               | 37 (99)                   | 33.4 (92.1)               | 29.7 (85.5)               | 23.3 (73.9)               | 20.3 (68.5)               | 37.3 (99.1)               |
| 平均高温 °C（°F）         | 8.8 (47.8)                | 10.7 (51.3)               | 14 (57)                   | 15.9 (60.6)               | 20.4 (68.7)               | 24.8 (76.6)               | 28.4 (83.1)               | 27.8 (82.0)               | 23.4 (74.1)               | 18.5 (65.3)               | 12.8 (55.0)               | 8.6 (47.5)                | 17.8 (64.0)               |
| 日均气温 °C（°F）         | 1.5 (34.7)                | 2.8 (37.0)                | 5.9 (42.6)                | 8.3 (46.9)                | 12.6 (54.7)               | 16.5 (61.7)               | 19.4 (66.9)               | 18.9 (66.0)               | 15 (59)                   | 10.9 (51.6)               | 5.9 (42.6)                | 2 (36)                    | 10 (50)                   |
| 平均低温 °C（°F）         | −5.7 (21.7)               | −5.1 (22.8)               | −2.1 (28.2)               | 0.7 (33.3)                | 4.8 (40.6)                | 8.1 (46.6)                | 10.3 (50.5)               | 9.9 (49.8)                | 6.6 (43.9)                | 3.4 (38.1)                | −1.1 (30.0)               | −4.5 (23.9)               | 2.1 (35.8)                |
| 历史最低温 °C（°F）       | −20.5 (−4.9)              | −18.8 (−1.8)              | −19 (−2)                  | −9 (16)                   | −4 (25)                   | −0.8 (30.6)               | 2.5 (36.5)                | 1 (34)                    | −2.2 (28.0)               | −9 (16)                   | −15.5 (4.1)               | −19.5 (−3.1)              | −20.5 (−4.9)              |
| 平均降水量 mm（）         | 67.1 (2.64)               | 50.4 (1.98)               | 51.5 (2.03)               | 82.1 (3.23)               | 92.2 (3.63)               | 75.5 (2.97)               | 42.4 (1.67)               | 66.9 (2.63)               | 91.9 (3.62)               | 117.9 (4.64)              | 109 (4.3)                 | 89 (3.5)                  | 935.9 (36.85)             |
| 月均日照時數              | 170                       | 186.7                     | 231.6                     | 225.2                     | 260.5                     | 302.4                     | 343.4                     | 310.2                     | 247                       | 191.2                     | 159.2                     | 148.1                     | 2,775.5                   |
| 来源：infoclimat.fr       |                           |                           |                           |                           |                           |                           |                           |                           |                           |                           |                           |                           |                           |

## 行政区划
卡斯泰拉讷的市镇编号为04039，邮政编号为04120。
在行政管理方面，卡斯泰拉讷隶属于法国普罗旺斯-阿尔卑斯-蓝色海岸大区上普罗旺斯阿尔卑斯省，同时也是该省的一个副省会，下辖卡斯泰拉讷区；在地方选举方面，卡斯泰拉讷是卡斯泰拉讷县的中央投票站所在地，其市镇范围全境被划入上普罗旺斯阿尔卑斯省第一选区；在社会管理方面，卡斯泰拉讷是阿尔卑斯-普罗旺斯-韦尔东-苏尔斯德吕米耶尔市镇公共社区的组成部分。
截至2024年1月，卡斯泰拉讷市镇范围内暂无任何城市敏感街区及城市政策优先街区。
法国国家统计与经济研究所（简称）在进行数据统计时，未将卡斯泰拉讷划入任何城市核心区（Unité urbaine）、城市区（Aire urbaine）及城市辐射区（Aire d'attraction）。此外，还将卡斯泰拉讷市镇整体看作一个“块区”（IRIS），以便于统计人口分布情况。

## 交通

### 公路
上普罗旺斯阿尔卑斯省省道D102线、D952线、D955线和D4085线在卡斯泰拉讷境内交汇。普罗旺斯-阿尔卑斯-蓝色海岸大区城际巴士（商业名称为“Zou !”）51线及下属的上普罗旺斯阿尔卑斯省的城际客运450线经停卡斯泰拉讷，可通往尼斯、格拉斯、迪涅莱班、格勒诺布尔、里耶兹等地。
| 36 | 65 |

| 迪涅莱班 | 53 |

| 格拉斯 | 62 |

| 巴雷姆 | 25 |

2020年，37.2%的卡斯泰拉讷家庭拥有至少一辆私人汽车。2021年，卡斯泰拉讷境内共发生各类交通事故7起，造成8人受伤，其中2人重伤。

### 铁路
距离卡斯泰拉讷最近的运营中的客运铁路车站为21公里外的圣安德烈莱萨尔普站上，该站停靠往返于迪涅莱班和尼斯一线的地方区域列车。

### 航空
卡斯泰拉讷距离尼斯蓝色海岸机场的公路里程大约84公里。

### 城市公共交通
截至2024年1月，卡斯泰拉讷暂无任何城市公共交通系统。

## 政治

### 市政内阁

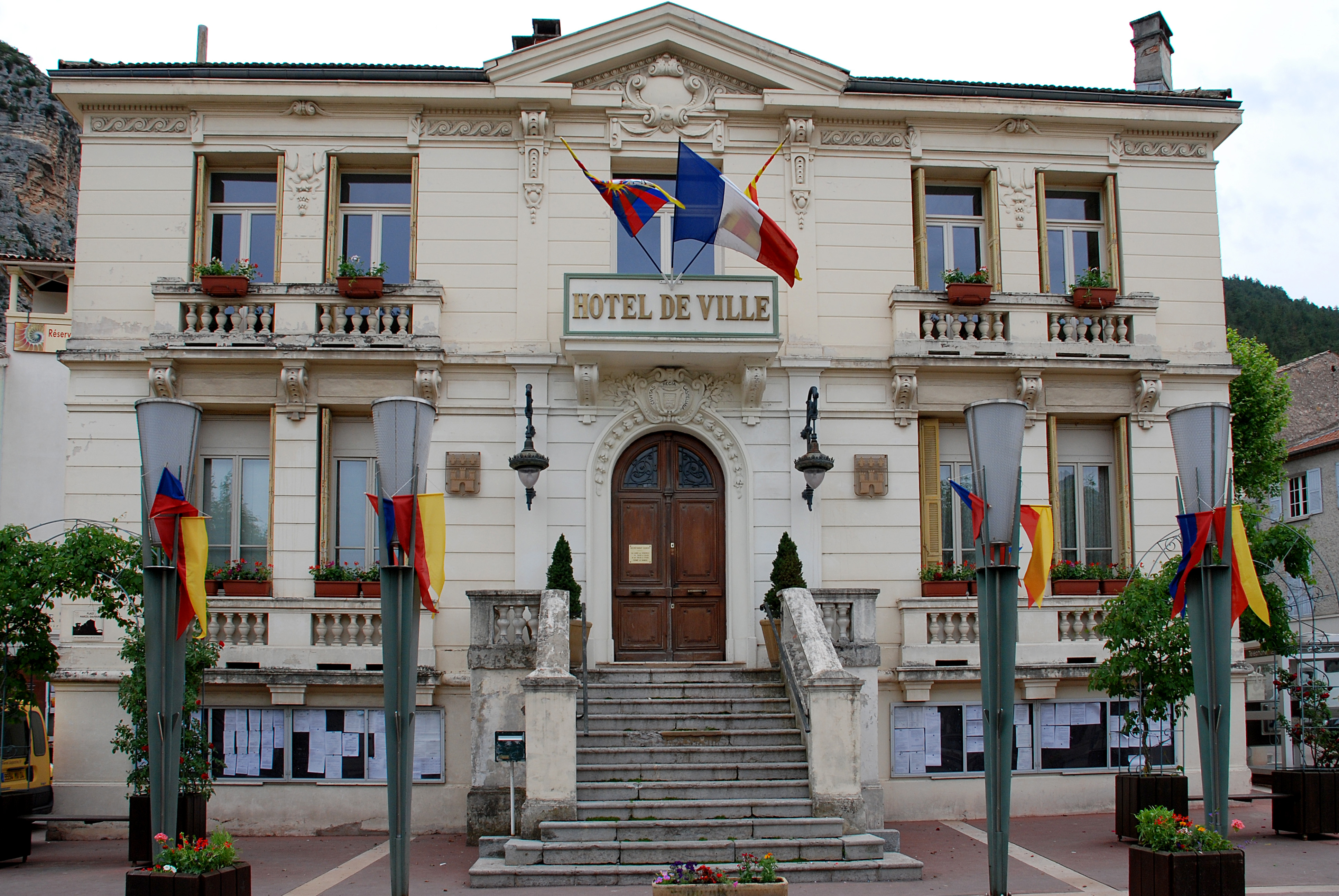
卡斯泰拉讷市政厅

卡斯泰拉讷的现任市长为贝尔纳·利佩里尼先生（Bernard LIPERINI），他是一名右翼无党派人士，在2020年的市政选举中获得了66.53%的支持率。
| 卡斯泰拉讷历届市长     | 卡斯泰拉讷历届市长                   | 卡斯泰拉讷历届市长 |
| 任期                   | 市长                                 | 党派               |
| ---------------------- | ------------------------------------ | ------------------ |
| （1971年以前资料暂缺） |                                      |                    |
| 1971年－1989年         | Maurice BONIFACE 莫里斯·博尼法斯     | UDF法国民主联盟    |
| 1989年－2012年         | Michel CARLE 米歇尔·卡尔勒           | DVD右翼无党派人士  |
| 2008年－2012年         | Gilbert SAUVAN 吉尔贝·索旺           | PS社会党           |
| 2012年－2020年         | Jean-Pierre TERRIEN 让-皮埃尔·泰里安 | DVG左翼无党派人士  |
| 2020年－               | Bernard LIPERINI 贝尔纳·利佩里尼     | DVD右翼无党派人士  |

### 各级选举
| 卡斯泰拉讷历届投票选举结果 | 卡斯泰拉讷历届投票选举结果     | 卡斯泰拉讷历届投票选举结果 | 卡斯泰拉讷历届投票选举结果 | 卡斯泰拉讷历届投票选举结果    | 卡斯泰拉讷历届投票选举结果 | 卡斯泰拉讷历届投票选举结果 | 卡斯泰拉讷历届投票选举结果 | 卡斯泰拉讷历届投票选举结果 | 卡斯泰拉讷历届投票选举结果 |
| 选举项目                   | 选举范围                       | 选区单位                   | 选区单位内的选举结果       | 选区单位内的选举结果          | 选区单位内的选举结果       | 选区单位内的选举结果       | 选区单位内的选举结果       | 选区单位内的选举结果       | 参考资料                   |
| 选举项目                   | 选举范围                       | 选区单位                   | 第一轮胜出者               | 第一轮胜出者                  | 支持率                     | 第二轮胜出者               | 第二轮胜出者               | 支持率                     | 参考资料                   |
| -------------------------- | ------------------------------ | -------------------------- | -------------------------- | ----------------------------- | -------------------------- | -------------------------- | -------------------------- | -------------------------- | -------------------------- |
| 2017年法國總統選舉         | 法國                           | 市镇                       |                            | 让-吕克·梅朗雄                | 23.79%                     |                            | 埃马纽埃尔·马克龙          | 57.12%                     | [ 29 ]                     |
| 2017年法国立法选举         | 上普罗旺斯阿尔卑斯省第一选区   | 市镇                       |                            | 代尔菲娜·巴加里               | 37.9%                      |                            | 代尔菲娜·巴加里            | 63.01%                     | [ 29 ]                     |
| 2019年欧洲议会选举         | 法國                           | 市镇                       |                            | 若尔丹·巴尔代拉               | 27.66%                     | （不适用）                 | （不适用）                 | （不适用）                 | [ 31 ]                     |
| 2021年法国省级选举         | 上普罗旺斯阿尔卑斯省           | 县                         |                            | 阿兰·代尔索 马加莉·吉里厄     | 52.76%                     | （不适用）                 | （不适用）                 | （不适用）                 | [ 32 ]                     |
| 2021年法国省级选举         | 上普罗旺斯阿尔卑斯省           | 市镇                       |                            | 马尔蒂娜·布龙代 克洛德·鲁斯唐 | 56.98%                     | （不适用）                 | （不适用）                 | （不适用）                 | [ 32 ]                     |
| 2021年法国大区选举         | 普罗旺斯-阿尔卑斯-蔚蓝海岸大区 | 市镇                       |                            | 雷诺·米斯利耶                 | 34.24%                     |                            | 雷诺·米斯利耶              | 58.37%                     | [ 33 ]                     |
| 2022年法国总统选举         | 法國                           | 市镇                       |                            | 玛丽娜·勒庞                   | 26.77%                     |                            | 玛丽娜·勒庞                | 53.04%                     | [ 29 ]                     |
| 2022年法国立法选举         | 上普罗旺斯阿尔卑斯省第一选区   | 市镇                       |                            | 克里斯蒂安·吉拉尔             | 29.29%                     |                            | 克里斯蒂安·吉拉尔          | 55.32%                     | [ 29 ]                     |

## 人口
2020年，卡斯泰拉讷市镇人口数量为1,462，在法国排名第7,172位。其中男性728人，女性734人，75岁及以上人口占12.0%，外籍人口数量为110人，人口密度为12人/平方公里，当地居民被称为（男性）或（女性）。2022年，卡斯泰拉讷境内出生8人，死亡人口24人。
| 卡斯泰拉讷1901年－2021年人口变化情况 |
|                                      |
| 数据来源：Cassini、INSEE             |

## 社会事务

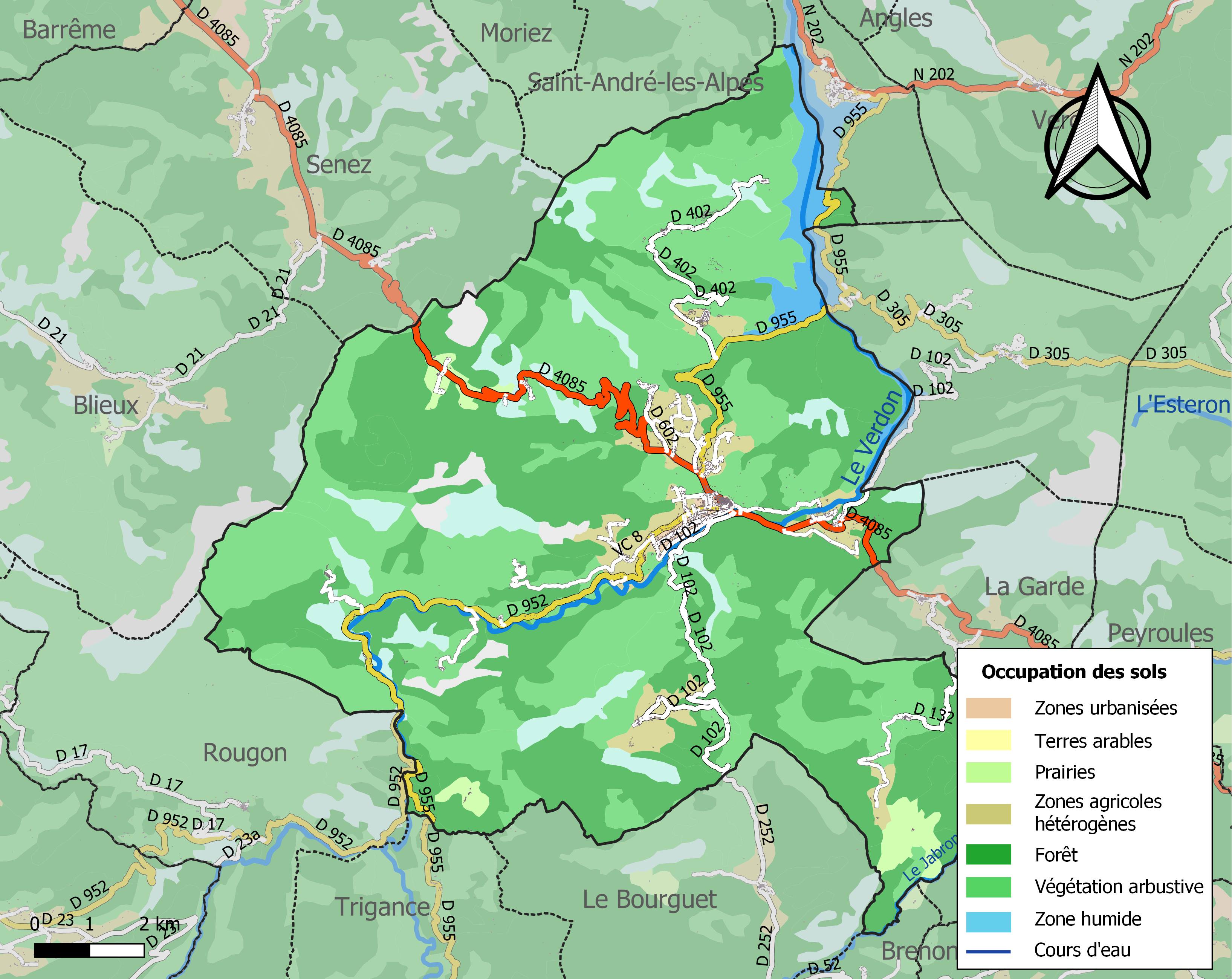
卡斯泰拉讷土地利用情况地图

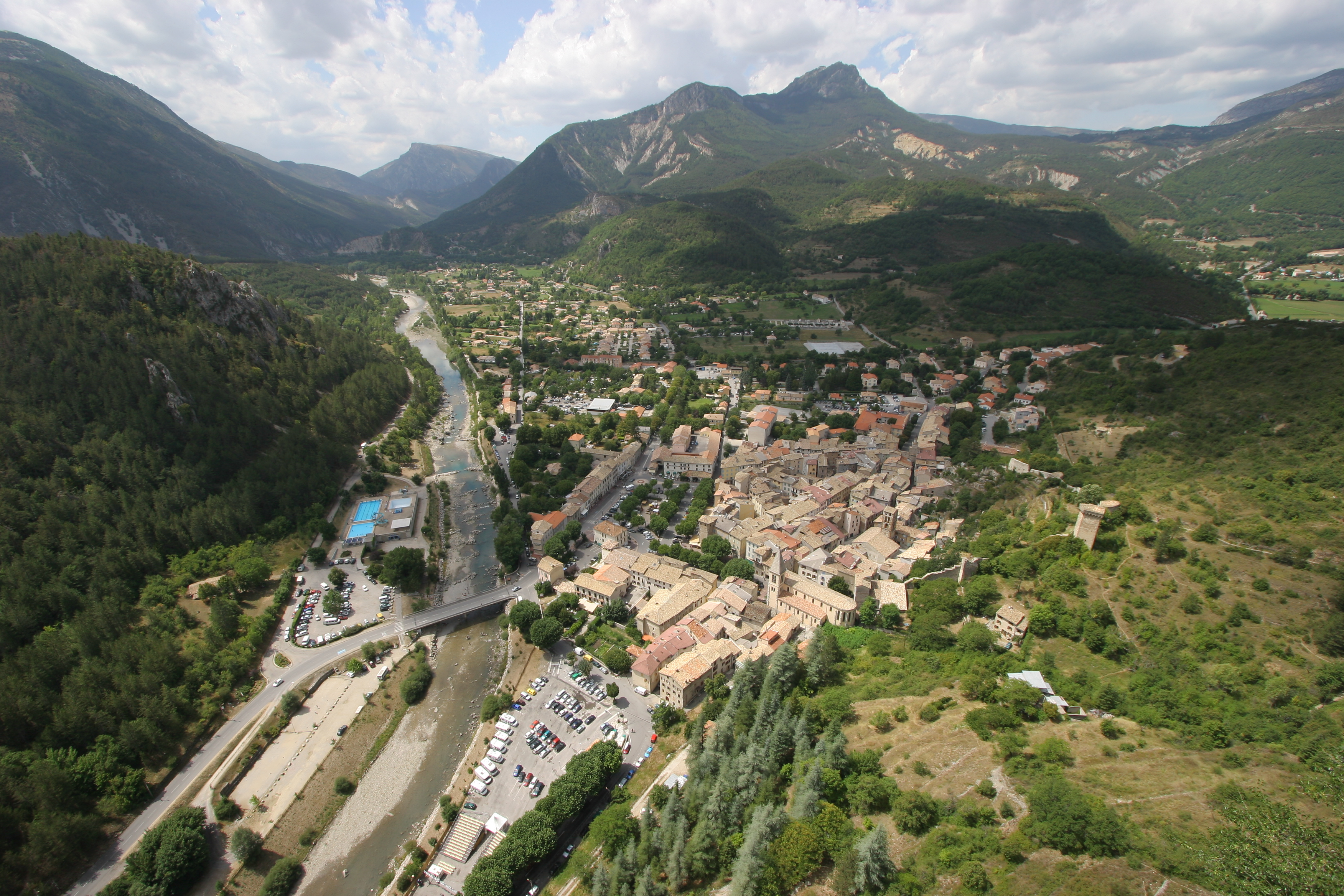
航拍卡斯泰拉讷镇中心

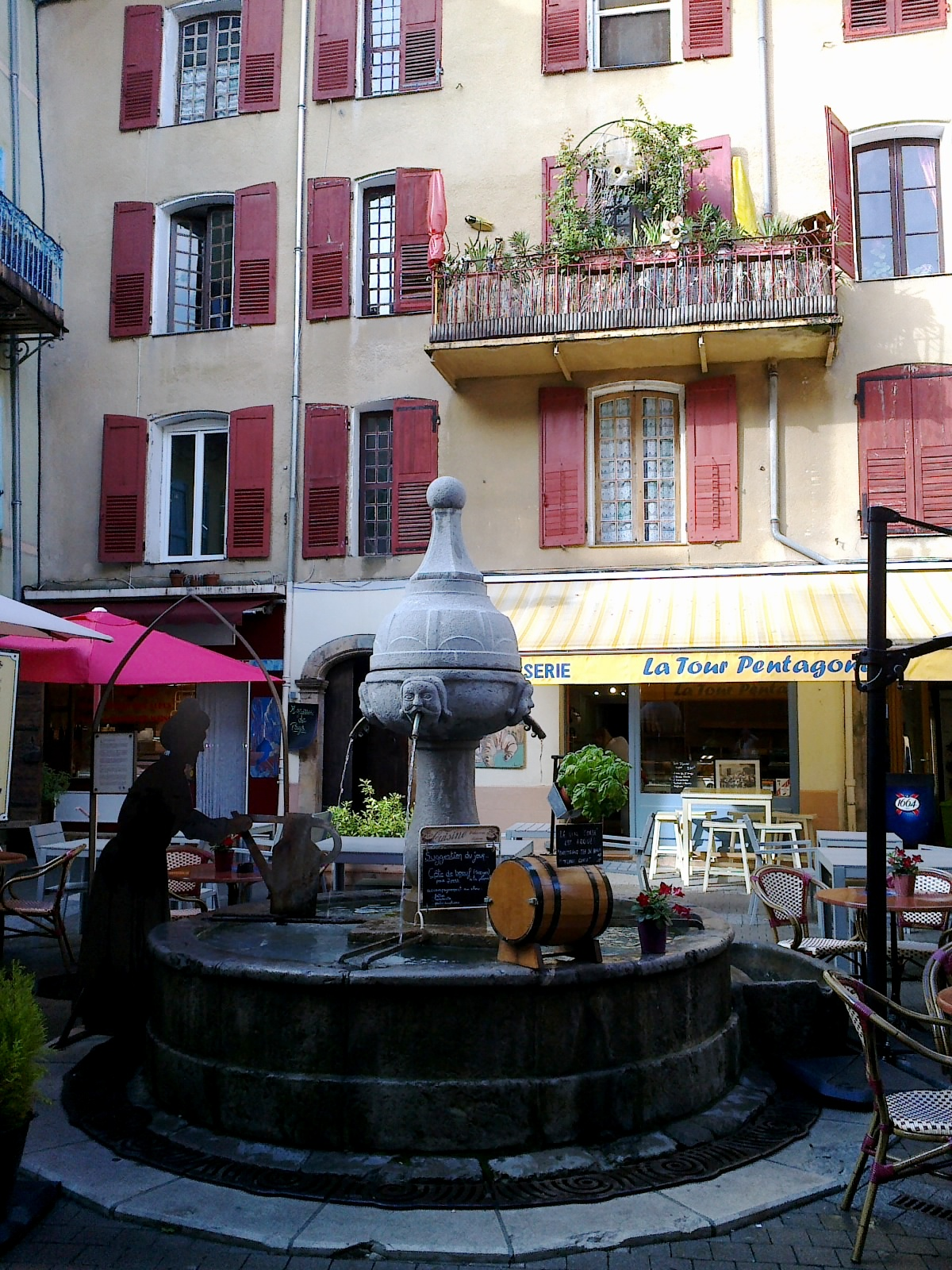
狮子喷泉

### 教育
卡斯泰拉讷属于艾克斯-马赛学区。截至2021年1月1日，卡斯泰拉讷境内共有1所幼儿园、1所小学和1所初级中学。2021至2022学年度，卡斯泰拉讷境内共有在校中等教育阶段学生162名。

### 医疗
截至2022年1月1日，卡斯泰拉讷境内共有全科医生3名、保健师4名、牙医3名、护士5名和助产士1名。境内共有药房1家、养老院1家。
卡斯泰拉讷公共健康局（ESP de Castellane）是法国的一个区域性医疗机构，其主病区医院位于卡斯泰拉讷市区，设有床位9个。
卡斯泰拉讷市区距离德拉吉尼昂中心医院的正常车程大约67分钟。

### 住房
2020年，卡斯泰拉讷境内共有各类住房1,668套，其中64.1%为独立式住宅，35.3%为集中式住宅。常住房屋占卡斯泰拉讷市镇范围内居民建筑总量的42.9%。
在住房保障政策方面，2022年，卡斯泰拉讷境内共有113户家庭获得了住房经济补助，受益人数占总人口数量的8.5%，其中106份为房租补助。

### 商业
2021年，卡斯泰拉讷境内共有各类实体商铺79家，其中餐厅29家、杂货店3家、面包房3家、装饰品店1家、银行门店1家、美容美发店2家、汽车维修店4家。卡斯泰拉讷镇中心北部建有一家卡西诺超市。

### 体育
2021年，卡斯泰拉讷境内共有1家游泳池、3处网球场、1处足球或橄榄球场以及1处篮球或排球场。
截至2024年1月，圣安德烈莱萨尔普-卡斯泰拉讷体育会（Association Sportive Saint-André-les-Alpes Castellane，编号530962）是卡斯泰拉讷境内唯一的一家注册足球俱乐部，其下属的五人制足球队2023至2024赛季参加上普罗旺斯阿尔卑斯省足球联赛，其主场为位于圣安德烈莱萨尔普境内的松林球场（Stade des Peupliers）。

### 环境
卡斯泰拉讷的环境事务由其所属的阿尔卑斯-普罗旺斯-韦尔东-苏尔斯德吕米耶尔市镇公共社区联合各级政府协调负责。2021年，卡斯泰拉讷境内共有1家污染企业。

### 治安
2021年，卡斯泰拉讷市镇范围内共有1处宪兵队。
卡斯泰拉讷国家宪兵队（zone gendarmerie de Castellane）的管辖范围共包括44个市镇。2020年，该宪兵队累计记录各类案件867起，其中盗窃类案件437起，经济类案件134起，毒品交易类案件65起。

## 文化
2021年，卡斯泰拉讷境内暂无任何文化设施。卡斯泰拉讷境内建有多媒体中心（Médiathèque），每周二、三、五、六向公众开放。

### 建筑
卡斯泰拉讷境内有多处历史建筑，其中五角塔、圣维克多教堂等为法国国家文物保护单位，勒罗克圣母小教堂等则是当地的地标性建筑物。

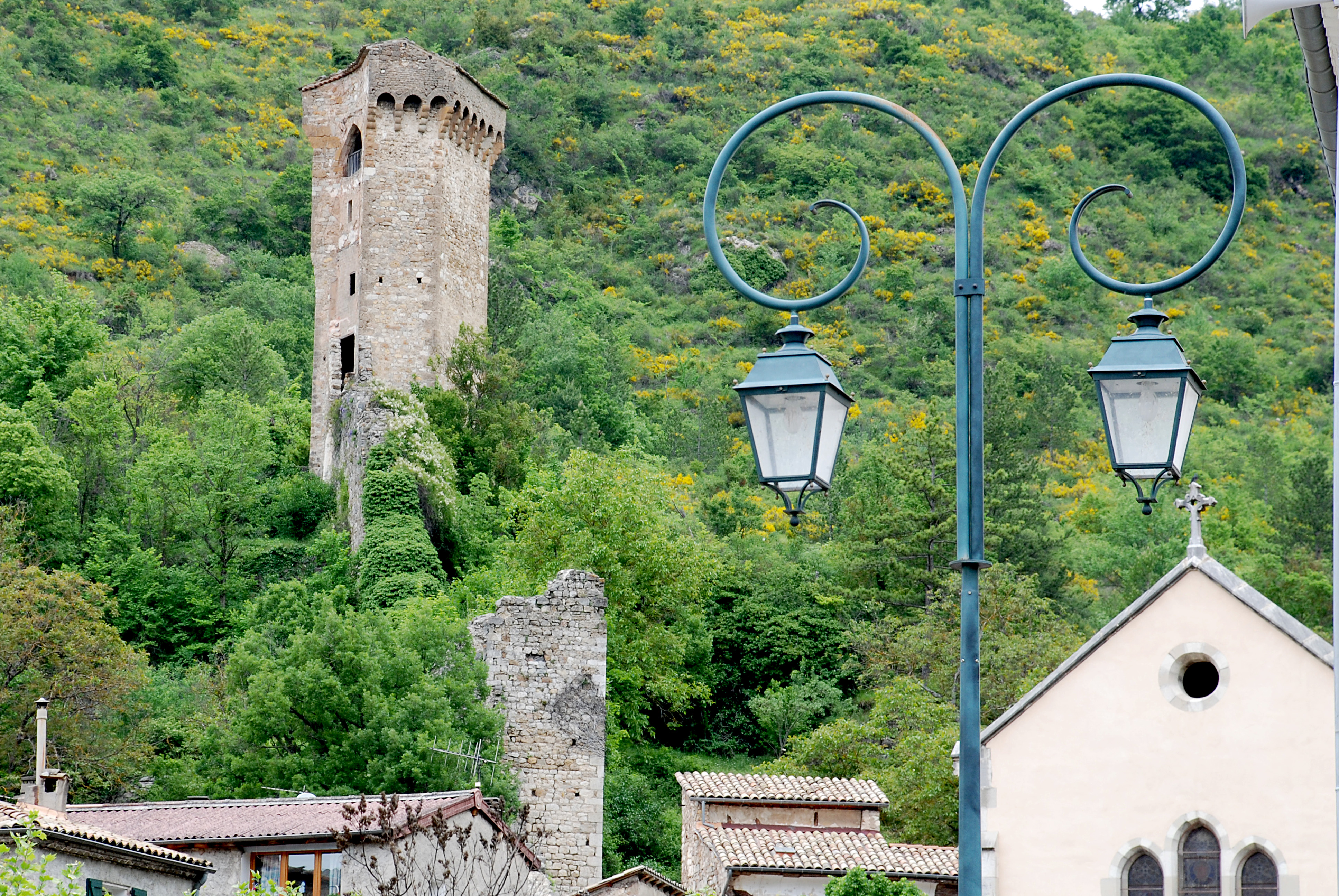
五角塔（法语：Tour pentagonale de Castellane）
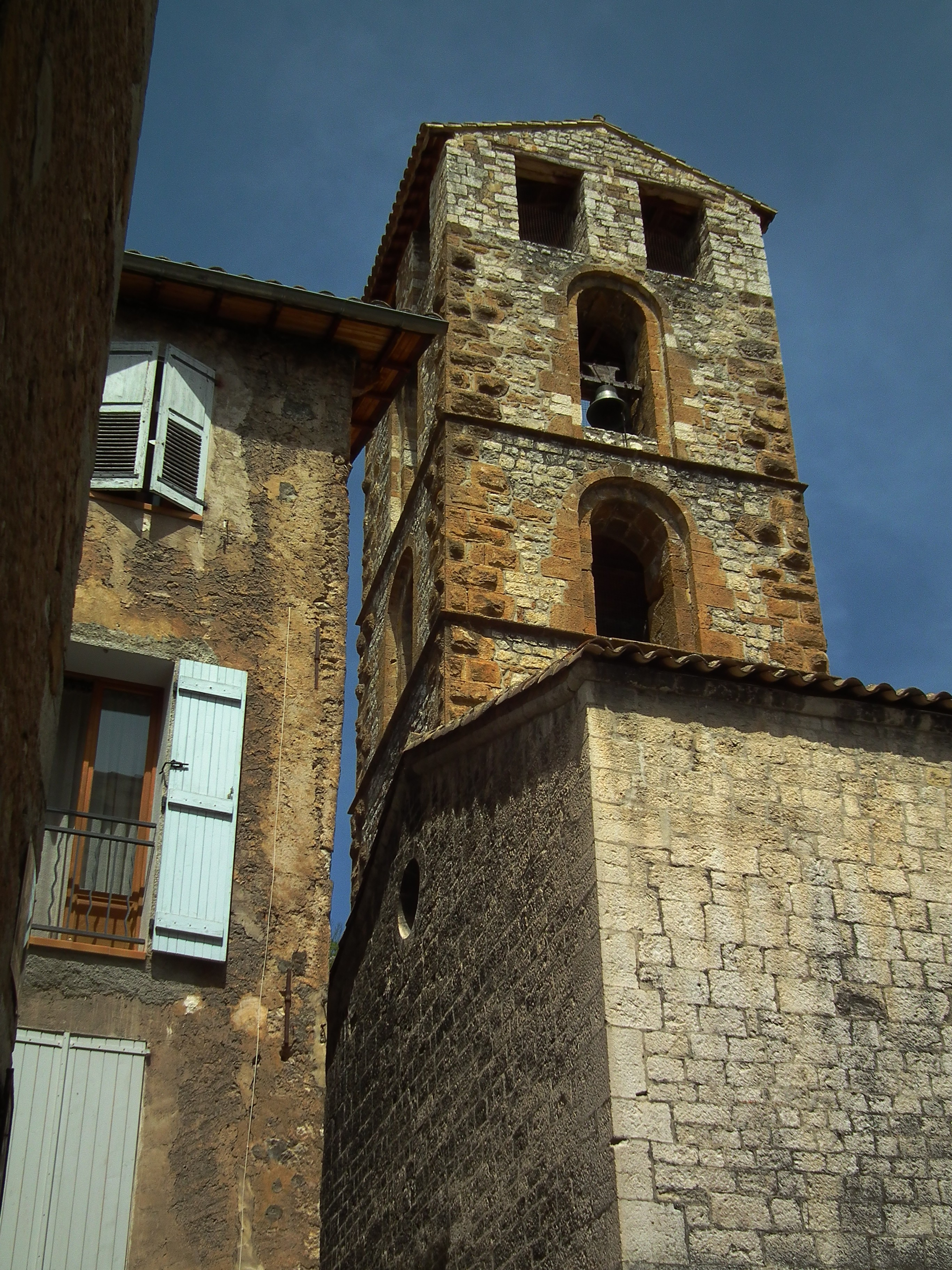
圣维克多教堂（法语：Église Saint-Victor de Castellane）
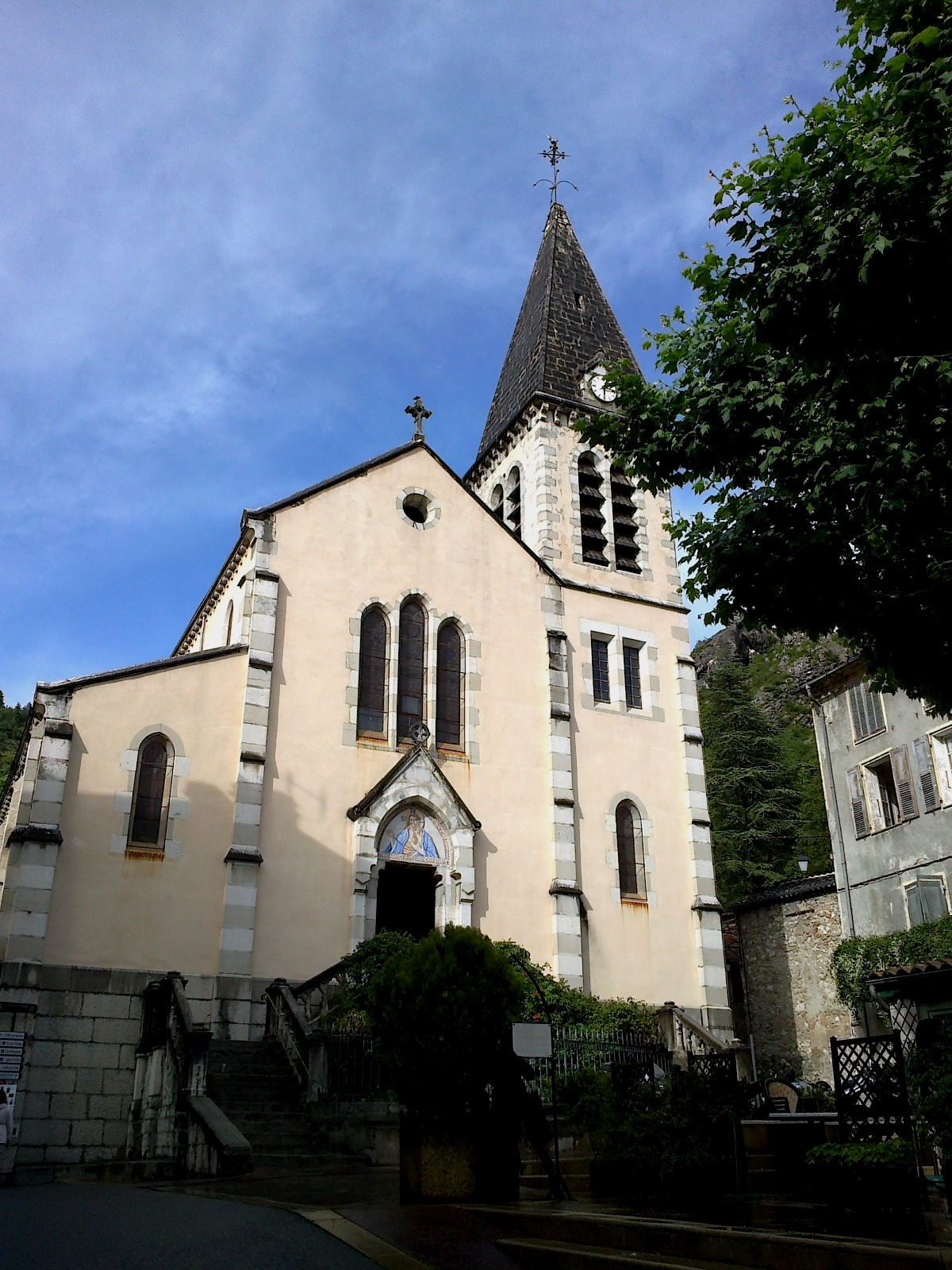
圣心教堂
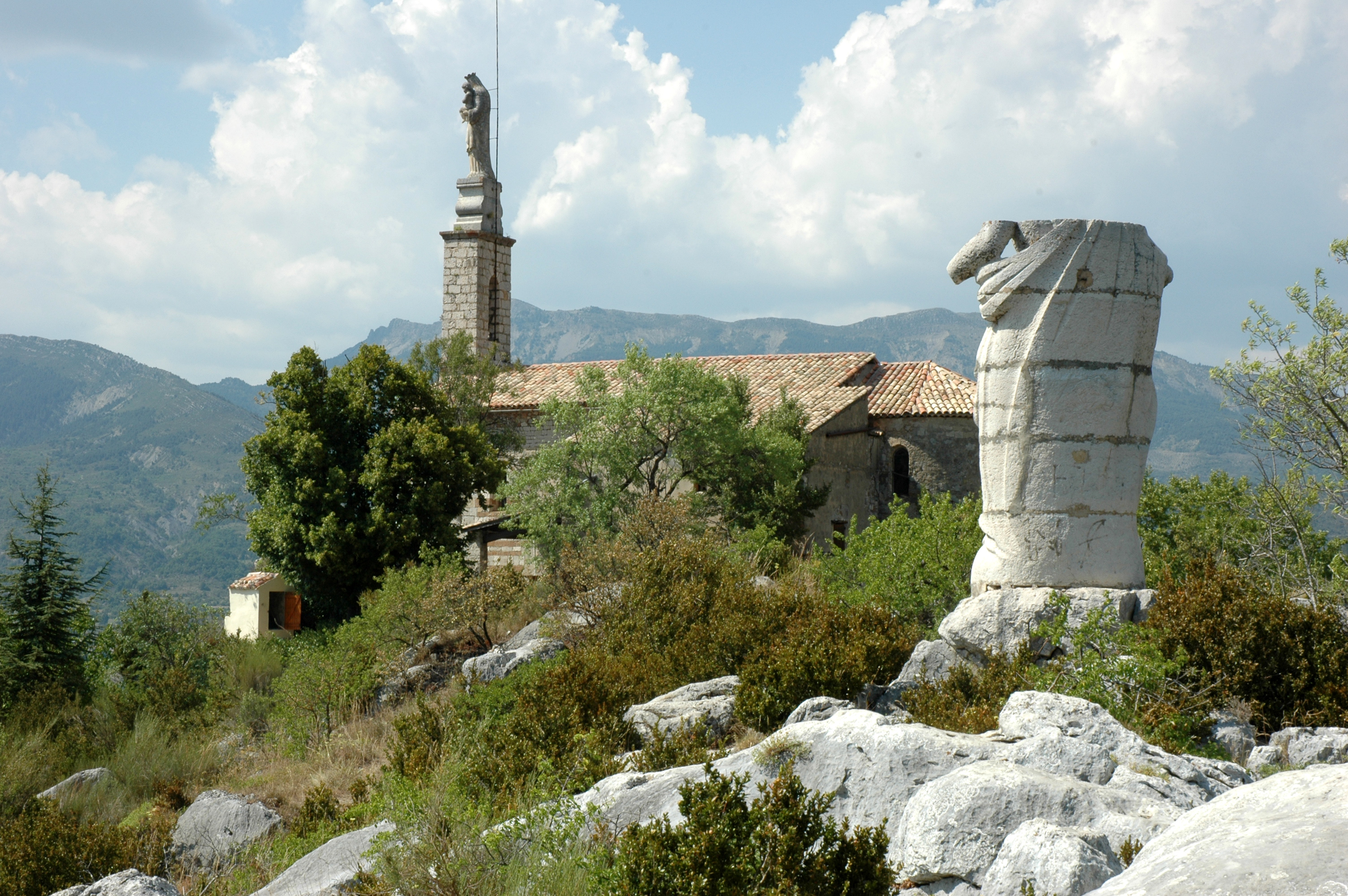
勒罗克圣母小教堂（法语：Chapelle Notre-Dame-du-Roc de Castellane）
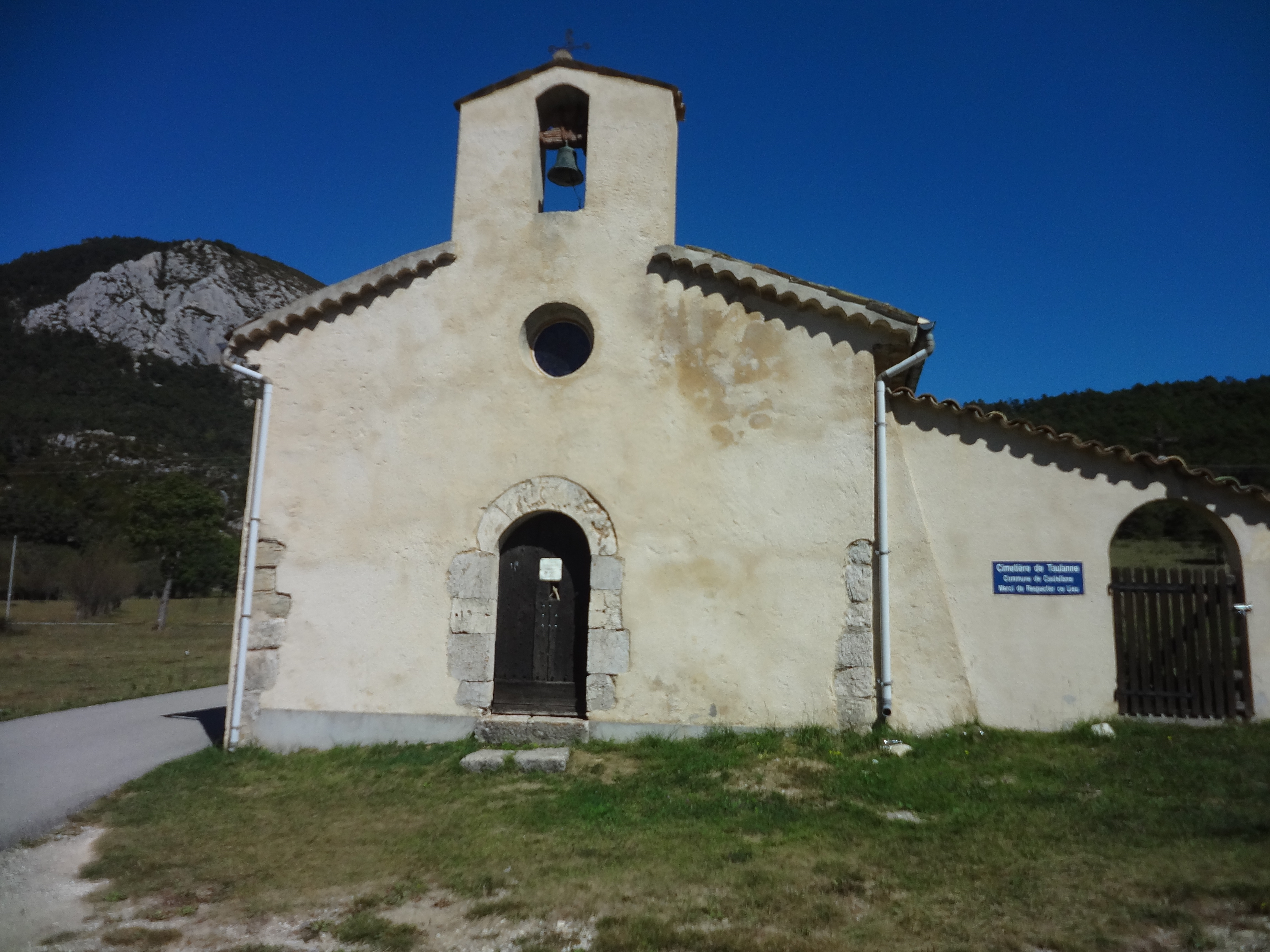
圣伯多禄教堂
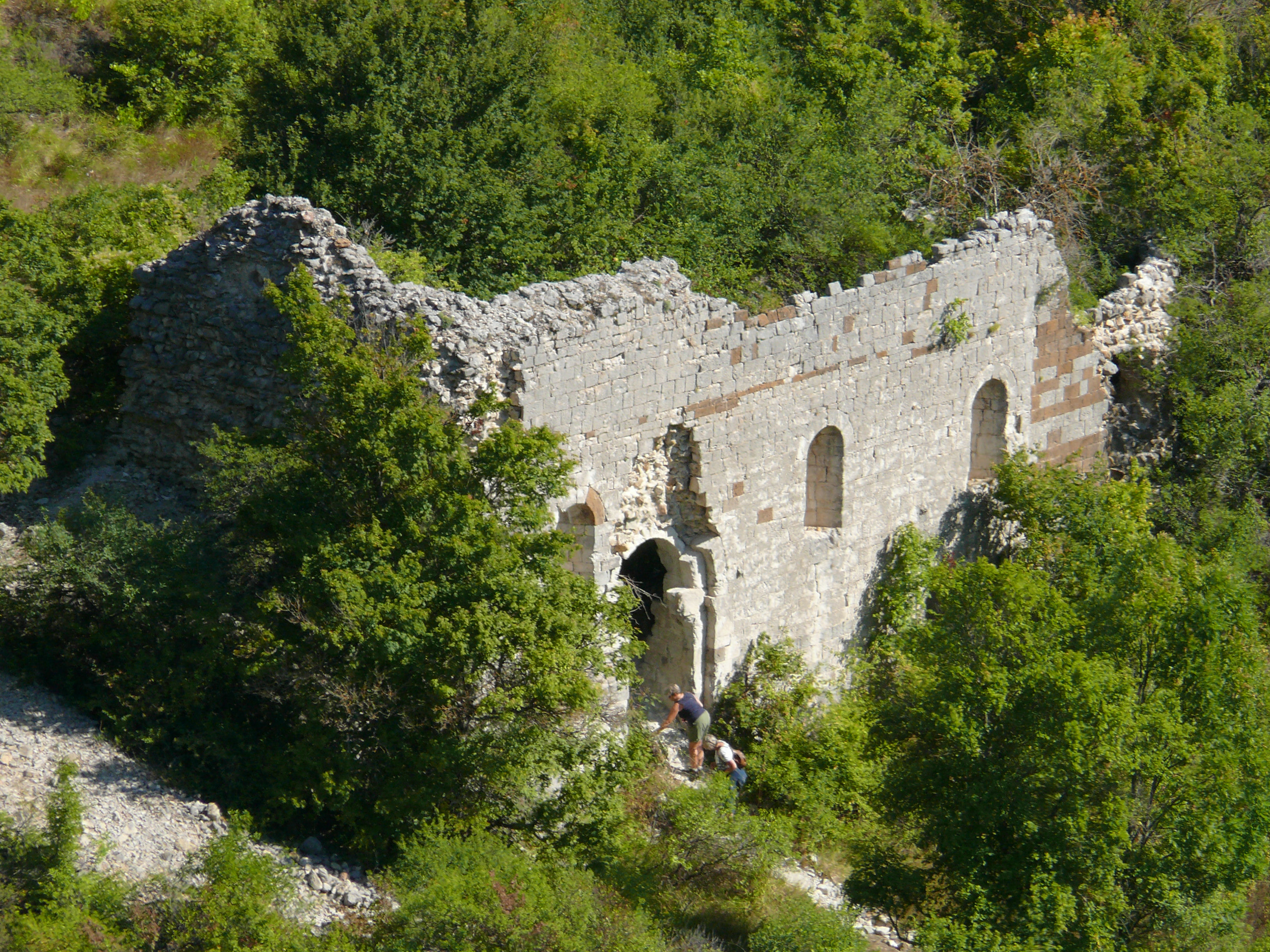
勒罗克圣安德烈教堂
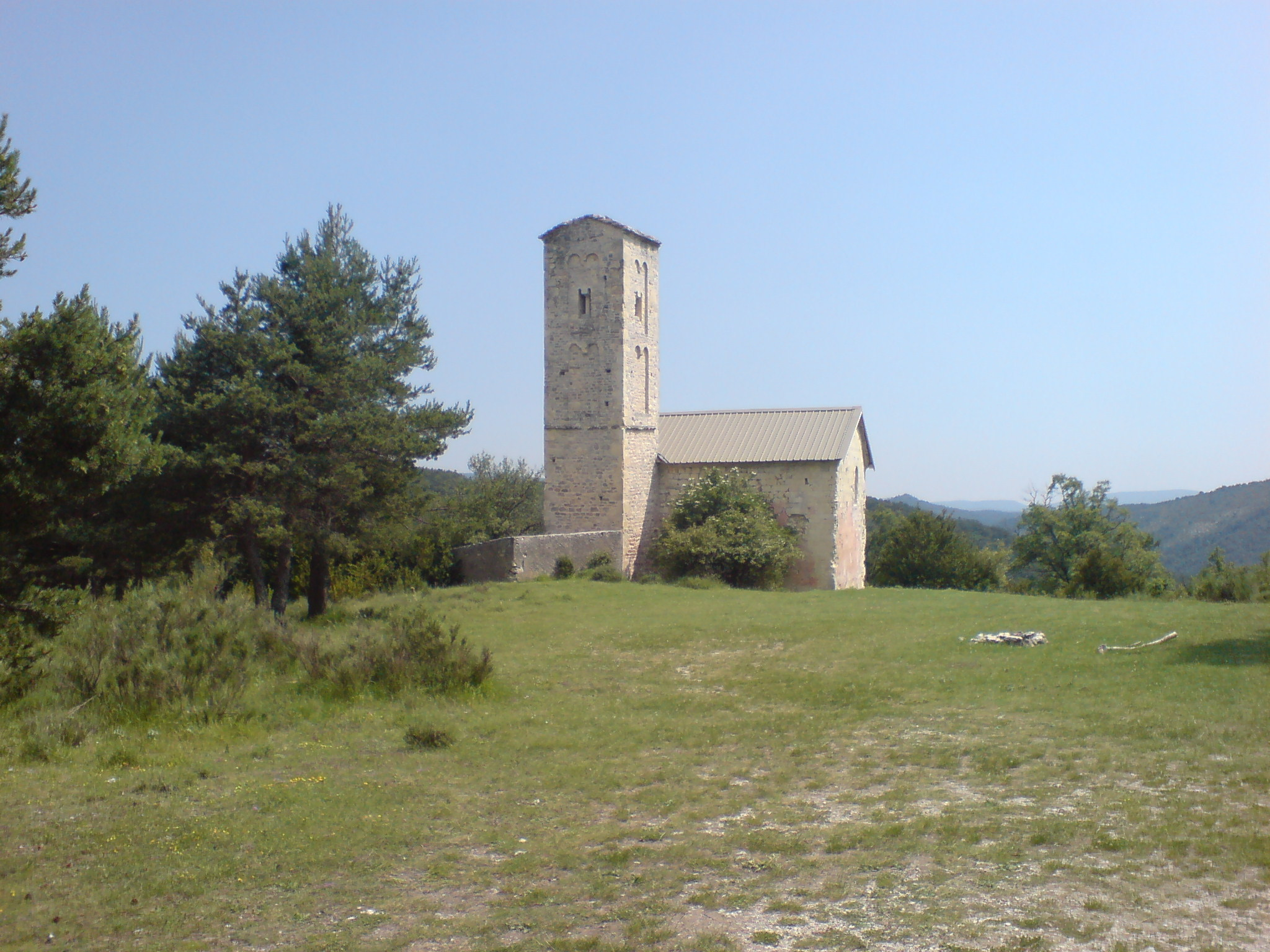
罗比永圣蒂尔斯小教堂（法语：Chapelle Saint-Thyrse de Robion）

### 旅游
卡斯泰拉讷的旅游事务由其所属的阿尔卑斯-普罗旺斯-韦尔东-苏尔斯德吕米耶尔市镇公共社区联合各级政府协调负责。2023年，卡斯泰拉讷境内共有6家酒店共计121间房间；另有14个露营地，可容纳共1,796辆露营车。

### 媒体
法国主要的媒体均可在卡斯泰拉讷接收，法国电视三台下属的普罗旺斯-阿尔卑斯-蓝色海岸大区频道在部分时段播出卡斯泰拉讷所在上普罗旺斯阿尔卑斯省的地方新闻。BFM电视台南阿尔卑斯频道、Zinzine广播、《马赛曲日报》、《普罗旺斯报》等是当地主要的地方性媒体。

## 友好城市
截至2024年1月，卡斯泰拉讷共与一座城市建立了友好城市关系：
- 義大利 佩斯卡塞罗利